# 小行星3435
小行星3435（3435 Boury）是一颗绕太阳运转的小行星，为主小行星带小行星。该小行星于1981年12月2日发现。

## 轨道参数
小行星3435的轨道半长轴为2.3238133 UA，离心率为0.046。